# Prealpi Bernesi
Le Prealpi Bernesi (in tedesco Berner Voralpen) sono una sottosezione delle Prealpi Svizzere. La vetta più alta è il Schilthorn che raggiunge i 2.970 m s.l.m.
Si trovano in Svizzera principalmente nel Canton Berna. Parzialmente interessano anche il Canton Lucerna ed il Canton Obvaldo.

## Definizione
Seguendo le definizioni della SOIUSA le Prealpi Bernesi sono distinte dalle Alpi Bernesi e ne costituiscono come una continuazione a nord.
Esse sono una sottosezione delle Prealpi Svizzere nelle Prealpi Svizzere Occidentali.

## Geografia
Le Prealpi Bernesi si elevano ad ovest intorno alla Simmental; a sud-est intorno alla Lauterbrunnental ed infine a nord-est sopra i laghi di Thun e di Brienz.

## Delimitazione
Confinano:
- a nord con l'altopiano centrale svizzero (Mittelland);
- a nord-est con le Prealpi di Lucerna e di Untervaldo (nella stessa sezione alpina) e separate dal Passo di Brünig;
- a sud-est e a sud con le Alpi Bernesi in senso stretto e separate dai seguenti otto valichi:Norwestseite des Chlys Hüri, Stigellegi, Bummeregrat, Bunderchrinde, Hohtürli, Sefinen Furgge, Kleine Scheidegg e Grosse Scheidegg;
- ad ovest con le Prealpi di Vaud e Friburgo (nella stessa sezione alpina).

## Suddivisione
Secondo la SOIUSA le Prealpi Bernesi sono una sottosezione alpina con la seguente classificazione:
- Grande parte = Alpi Occidentali
- Grande settore = Alpi Nord-occidentali
- Sezione = Prealpi Svizzere
- Sottosezione = Prealpi Bernesi
- Codice = I/B-14.II

Si suddividono in tre supergruppi, dodici gruppi e cinque sottogruppi:
- Prealpi di Simmental (A)
  - Gruppo Giferspitz-Wispile (A.1)
    - Catena del Wispile (A.1.a)
    - Gruppo del Giferspitz (A.1.b)

  - Gruppo del Gantrisch i.s.a. (A.2)
    - Gruppo del Gantrisch p.d. (A.2.a)
    - Gruppo Trimmlenhorn-Chemiflue (A.2.b)
    - Gruppo dello Schüpfenflue (A.2.c)

  - Gruppo dello Stockhorn (A.3)
  - Gruppo Albristhorn-Männliflue-Niesengrat (A.4)
  - Gruppo Spillgerten-Niderhorn-Turnen (A.5)
  - Gruppo Chlyne Lohner-Elsighorn (A.6)
- Prealpi di Lauterbrunnental (B)
  - Gruppo Dündenhorn-Ärmighorn-Gehrihorn (B.7)
  - Gruppo Schilthorn-Schwalmere-Morgenberghorn (B.8)
  - Gruppo del Männlichen (B.9)
  - Gruppo Faulhorn-Schwarzhorn (B.10)
- Prealpi Bernesi Nord-occidentali (C)
  - Gruppo Augstmatthorn-Brienzer Rothorn-Hohgant (C.11)
  - Gruppo Sigriswiler Rothorn-Niederhorn (C.12)

## Vette principali

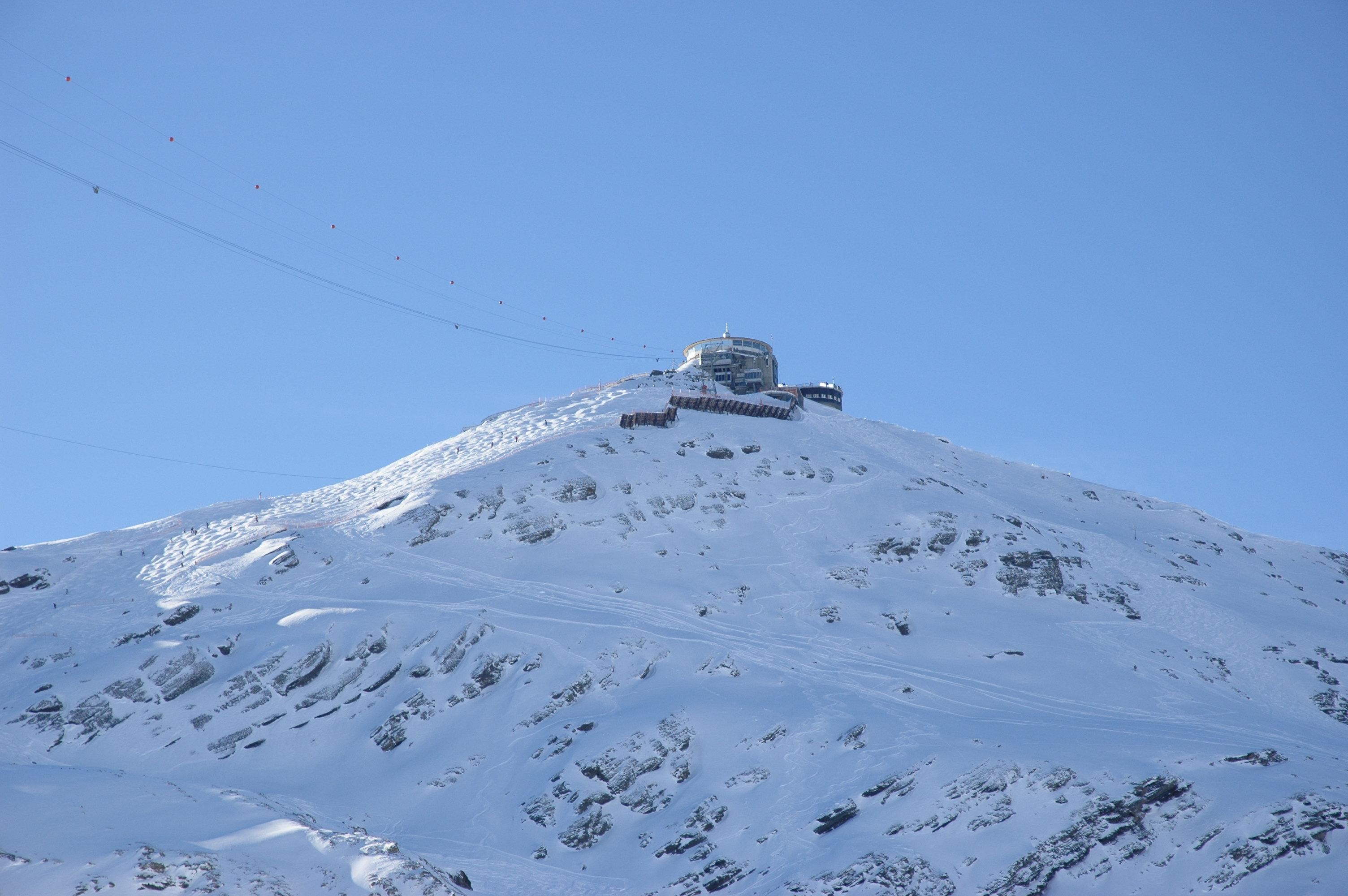
Vetta dello Schilthorn.

- Schilthorn - 2.970 m
- Dündenhorn - 2.862 m
- Schwalmere - 2.777 m
- Albristhorn - 2.763 m
- Ärmighorn - 2.742 m
- Faulhorn - 2.681 m
- Chlyne Lohner - 2.587 m
- Bunderspitz - 2.546 m
- Giferspitz - 2.542 m
- Niesen - 2.362 m
- Brienzer Rothorn - 2.350 m
- Männlichen - 2.343 m
- Elsighorn - 2.341 m
- Morgenberghorn - 2.249 m
- Stockhorn - 2.190 m
- Gantrisch - 2.175 m
- Augstmatthorn - 2.137 m
- Gehrihorn - 2.130 m
- Niderhorn - 2.078 m
- Sigriswiler Rothorn - 2.051 m
- Niederhorn - 1.963 m
- Schüpfenflue - 1.720 m